# Hermann Flender (Theologe)
Hermann Flender (* 1653 in Siegen; † 11. Mai 1725 in Seßlach) war ein römisch-katholischer deutscher Theologe, Dechant und Wohltäter.

## Leben
Er studierte in Prag und erscheint in der Matrikel als Baccalaureus theol. und cand.jur. 1680 wurde er Kaplan seines Oheims Johannes Flender in Schnaittach, am 12. September 1682 der erste Pfarrer der zur Pfarrei erhobenen, bisher zu Schnaittach gehörenden Filialgemeinde Neunkirchen am Sand, 1684 in Wachenroth, 1689 in Schlüsselfeld, am 16. Juni 1696 in Seßlach; später war er noch Definitor des Kapitels zu Ebern; er starb als Dechant in Seßlach am 11. Mai 1725, wo er in der von ihm erbauten Kreuzkapelle begraben wurde. Seiner Gemeinde hinterließ er die für die damalige Zeit beträchtliche Summe von 11.336 Gulden, die er für die Stadtarmen und Kranken der Pfarrei Seßlach und zur Beschaffung von Kleidung für arme Kinder und für Schulbüchereien bestimmte. Er gilt in Seßlach als Wohltäter der Gemeinde.